# Ursula Ludwig
Ursula Ludwig (* 1923 in Nürnberg als Ursula Hurley; † 1999 in München) war eine deutsche Schauspielerin.

## Biografie
Aufgewachsen in Dessau und Berlin, besuchte sie nach der Schule das Studio für Bühnennachwuchs in Berlin. Von 1951 bis 1953 agierte sie am Staatstheater Stuttgart unter anderem als Annemarie in Der fröhliche Weinberg und Mascha in Drei Schwestern. Anschließend arbeitete sie bis 1957 an der Komödie im Marquardt und am Volkstheater Wien.
1957 ließ sie sich in New York nieder, wo sie bis 1963 blieb. Sie trat hier im Rahmen von Tourneen am dortigen Deutschen Theater auf. 1963 kehrte sie in die Bundesrepublik zurück und hatte Engagements an der Komödie Basel (1964), am Theater Die Kleine Freiheit in München, 1968 und 1970 am Stadttheater Ingolstadt, 1969 an den Wuppertaler Bühnen, 1970 bis 1973 an den Kammerspielen Düsseldorf, Theater am Dom in Köln, Theater im Zoo Frankfurt, 1978 am Städtebundtheater Hof, Contra-Kreis-Theater Bonn, Die Komödie in Frankfurt und 1978 bis 1981 am Staatstheater Kassel. 1980 wurde sie Ensemblemitglied des Badischen Staatstheaters Karlsruhe.
Ludwig wirkte in zahlreichen Fernsehproduktionen mit, so zum Beispiel in den ZDF-Krimireihen Der Kommissar, Derrick und Der Alte.
Zudem verkörperte sie Mitte der 1990er Jahre die Rolle der Lydia Nolte in der ARD-Serie Lindenstraße. Ursula Ludwig war die Nachfolgerin von Tilli Breidenbach, welche aus gesundheitlichen Gründen die Serie verlassen musste. Sie spielte von Folge 410 bis 455 mit. Sie war verheiratet und hatte eine Tochter.

## Filmografie (Auswahl)
- 1963: Das Glück läuft hinterher (Fernsehfilm)
- 1964: Flug in Gefahr (Fernsehfilm)
- 1965: Der Spielverderber – Das kurze, verstörte Leben des Kaspar Hauser
- 1965: Kommissar Freytag (Fernsehserie) – Frau Tanners Testament
- 1966: Das Kriminalmuseum (Fernsehserie) – Der Barockengel
- 1966: Die seltsamen Methoden des Franz Josef Wanninger (Fernsehserie) – Rivalitäten
- 1968: Eva – Der große Frauenreport
- 1969: Frei bis zum nächsten Mal
- 1969: Der Kommissar – Der Tod fährt 1. Klasse
- 1969: Sie schreiben mit (Fernsehserie) – Zu jung, um alt zu sein
- 1970: Merkwürdige Geschichten – Die tödliche Flamme
- 1974: Blick vom Dachboden (Pogled iz potkrovlija)
- 1977–1996: Derrick (Fernsehserie) – sechs Folgen
- 1977–1983: Polizeiinspektion 1 (Fernsehserie) – drei Folgen
- 1978: Unternehmen Rentnerkommune (Fernsehserie) – vier Folgen
- 1979: Der Alte (Fernsehserie) – Die Lüge
- 1980: Deutschland, bleiche Mutter
- 1980: Tatort – Spiel mit Karten (Fernsehreihe)
- 1981: Mit dem Wind nach Westen (Night Crossing)
- 1985: Tatort – Der Mord danach (Fernsehreihe)
- 1991: Die Hütte am See (Fernsehserie)
- 1991: Wolkenkratzer
- 1993–1994: Lindenstraße (Fernsehserie; Folgen 410–455)
- 1996: Hart aber herzlich – Operation Jennifer (Hart to Hart: Till Death Do Us Hart) (Fernsehfilm)